# GDDR3

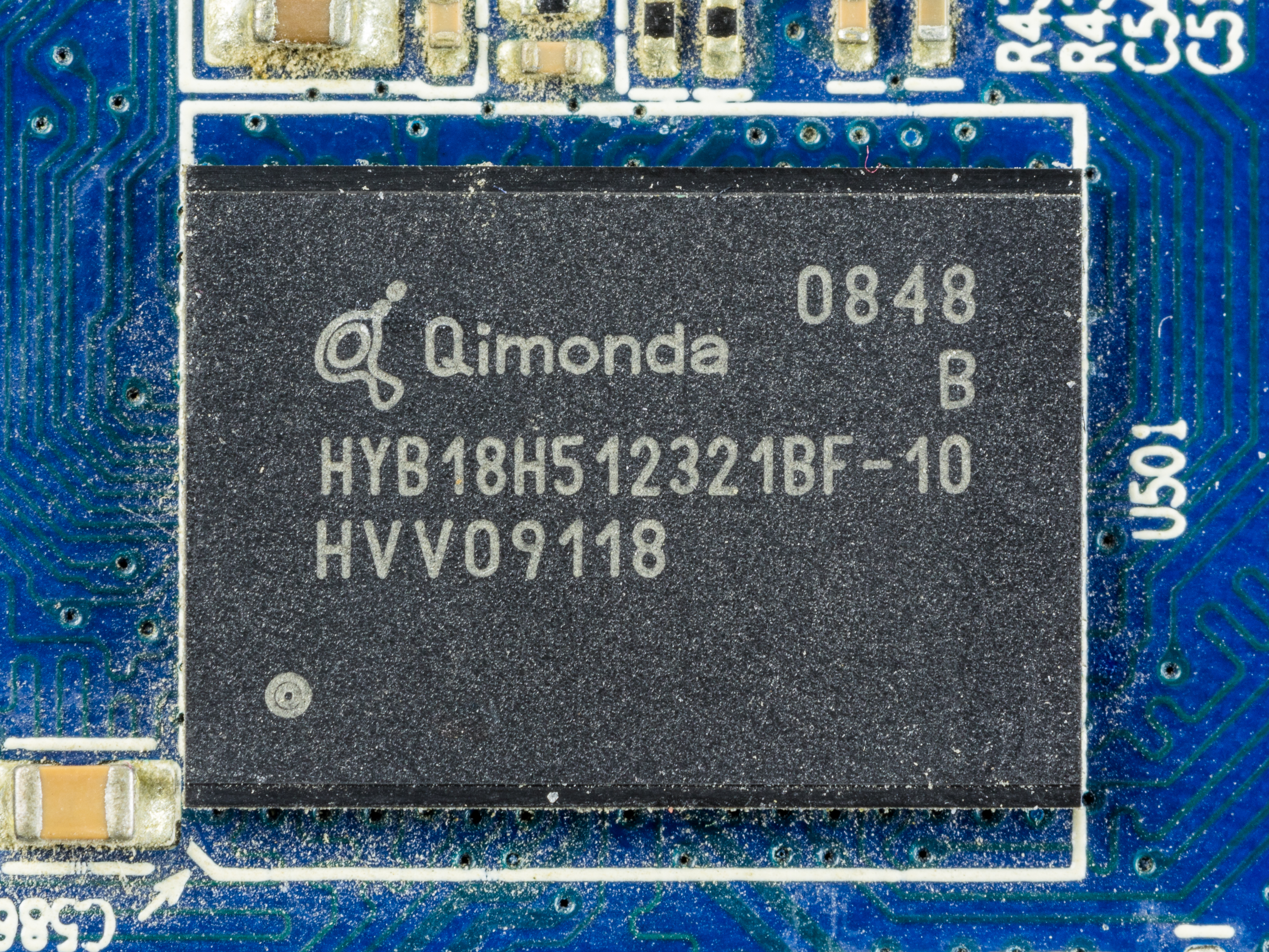
512 MBit Qimonda GDDR3 記億體顆粒

GDDR3 (Graphics Double Data Rate 3)是一款顯示卡專用記憶體，由ATi及JEDEC合作設計。GDDR3與DDR3並無任何關係。
GDDR3的不少技術都是基於DDR2，但耗電及發熱較少，同時效能較高。GDDR3介面會於每個週期內傳送兩組32位元數據。

## 優勢
相比DDR2 (Double Data Rate 2)
- GDDR3電壓較低，耗電及發熱較少
- GDDR3頻率較高，吞吐量大，但延遲值較高 (這對GPU影響不大)
- 可硬件重置 (hardware reset)，清除所有資料然後重啟